# Gondo
För andra betydelser, se Gondo (olika betydelser).
Gondo är en ort i kommunen Zwischbergen i kantonen Valais, Schweiz. Gondo är gränsövergång på Europaväg 62.

## Gondos historia
Historien om bergsbyn Gondo är synonym med historien om Simplonpasset. Romarna ledde legioner över passet så långt tillbaka som 196 e.Kr. På 1600-talet utvecklade köpmannen Kaspar Jodok von Stockalper bergspasset till en handelsväg mellan Schweiz och Italien. Packåsnestigar byggda av Stockalper är fortfarande synliga.
Guld bröts i Gondo så långt tillbaka som romartiden. Köpmannafamiljen Stockalper drev guldgruvan under dess glanstid 1660–1691. Gruvan gick i konkurs 1987 och används inte längre.
I början av 1800-talet lät Napoleon bygga en åtta meter bred väg över Simplonpasset för att kunna föra sina arméer över Alperna.
Vid 1900-talets början byggde den schweiziska armén en alpin befästning i ravinen ovanför Gondo. Den byggdes ut vid första och andra världskriget, för att skydda landet mot militära invasioner. I samband med en arméreform 1995 lämnade armén fästningen. Den övertogs då av kantonen Valais, och ett fästningsmuseum öppnades. Fästningen är därmed öppen för allmänheten. Åtkomst sker via postbussen till hållplatsen Alte Kaserne, där en utställning om vägarna över Simplonpasset, från romartiden till idag, kan besökas (fri entré).
Den 14 oktober 2000 förstördes en tredjedel av byn av ett jordskred och tretton personer omkom och åtta hus förstördes, däribland västra delen av Stockalper-Turm, en byggnad från 1650. Stockalper-Turm renoverades mellan 2004 och 2007.